# アメリカ合衆国郵政省

郵政省の公印

アメリカ合衆国郵政省（アメリカがっしゅうこくゆうせいしょう、英：United States Post Office Department）は、1971年6月までアメリカ合衆国に存在していた連邦行政機関の1つ。長は郵政長官 (Postmaster General) 。

## 沿革
- 1792年2月20日、郵便事業法 (Postal Services Act) が発効し、郵政庁（当時は単に "Post Office" ）が正式に発足。
- 1800年、郵政庁の本庁所在地をフィラデルフィアからワシントンD.C.に移転。
- 1829年、郵政長官を閣議のメンバーに追加。
- 1872年6月8日、郵政庁を郵政省 (Post Office Department) に改称。
  - 郵政長官が閣議メンバーとなったのを契機に "Post Office Department" の表現が使われ始めたが、正式名称ではなかった。
- 1911年1月1日、郵便貯金事業を開始。
- 1967年7月1日、郵便貯金事業を廃止。（新規預け入れは1966年4月27日に停止）
- 1971年7月1日、郵政再編法 (Postal Reorganization Act) の発効により、中央省庁の1つであった郵政省は大統領管轄下の独立行政機関としてのアメリカ合衆国郵便公社 (United States Postal Services) に移行。
  - 日本の旧郵政省は USPS を「郵便公社」と訳していたが、郵政省の公社化が議題に上り始めた頃から、「郵便公社」に代えて「郵便庁」との訳語を使用するようになった。現在の総務省や日本郵政グループも依然として「郵便庁」を使用している。